# Rettov sindrom
Rettov sindrom je neurorazvojni poremećaji koji spada u grupu pervazivnih razvojnih poremećaja. Simptomi ovog sindrome se lako miješaju sa simptomima Angelmanova sindroma i autizma. Glavne karakteristike ovog sindroma su mikrocefalija (usporava se rast opsega glave), mentalna retardacija, stereotipni pokreti, ponašanje nalik autizmu (problemi u socijalizaciji) i ataksija. Kod oko 70 % osoba s Rettovim sindromom kasnije se javlja i epilepsija.
Nasljeđivanje je X-vezano, genski lokus je na dugom kraku kromosoma X. Rettov sindrom nastaje zbog mutacije gena, poznatog kao MECP2 (metil CpG-vežući protein 2), koji je otkriven potkraj 1999. godine.

## Epidemiologija
Rettov sindrom se javlja u 1 na 10 000 slučajeva. Za razliku od ostalih poremećaja iz grupe pervazivnih, ovaj se uglavnom javlja kod ženskog spola.

## Povijest
Ovaj sindrom je prvi put opisao austrijski liječnik Andreas Rett 1966. godine.

## Vanjske poveznice
- Međunarodna asocijacija za Rettov sindrom (engl.)